# Secret Symphony
Secret Symphony is het vijfde studioalbum van de Engelse zangeres Katie Melua. Het kwam in Nederland uit op 2 maart 2012. Het album werd opgenomen in de Air Studios in Londen, in samenwerking met Mike Batt, de producer waarmee Melua haar eerste drie albums ook mee opnam. Op het album staan meerdere covers, van artiesten zoals Ron Sexsmith en Bonnie Raitt.

## Afspeellijst
| Nr. | Titel                                     | Duur |
| --- | ----------------------------------------- | ---- |
| 1.  | Gold In Them Hills                        | 3:31 |
| 2.  | Better Than a Dream                       | 3:10 |
| 3.  | The Bit That I Don't Get                  | 3:12 |
| 4.  | Moonshine                                 | 2:41 |
| 5.  | Forgetting All My Troubles                | 3:22 |
| 6.  | All Over the World                        | 2:55 |
| 7.  | Nobody Knows You When You're Down and Out | 4:33 |
| 8.  | The Cry of the Lone Wolf                  | 3:59 |
| 9.  | Heartstrings                              | 2:59 |
| 10. | The Walls of the World                    | 3:25 |
| 11. | Secret Symphony                           | 3:51 |

| Nr. | Titel                | Duur |
| --- | -------------------- | ---- |
| 1.  | Feels Like Home      | 4:47 |
| 2.  | Too Long at the Fair | 3:04 |
| 3.  | Love Me Tender       | 3:12 |

## Hitnoteringen

### NederlandseAlbum Top 100
| Hitnotering: 10-03-2012 t/m | Hitnotering: 10-03-2012 t/m | Hitnotering: 10-03-2012 t/m | Hitnotering: 10-03-2012 t/m | Hitnotering: 10-03-2012 t/m | Hitnotering: 10-03-2012 t/m | Hitnotering: 10-03-2012 t/m | Hitnotering: 10-03-2012 t/m | Hitnotering: 10-03-2012 t/m | Hitnotering: 10-03-2012 t/m | Hitnotering: 10-03-2012 t/m | Hitnotering: 10-03-2012 t/m | Hitnotering: 10-03-2012 t/m | Hitnotering: 10-03-2012 t/m | Hitnotering: 10-03-2012 t/m | Hitnotering: 10-03-2012 t/m | Hitnotering: 10-03-2012 t/m | Hitnotering: 10-03-2012 t/m | Hitnotering: 10-03-2012 t/m | Hitnotering: 10-03-2012 t/m | Hitnotering: 10-03-2012 t/m |
| Week:                       | 1                           | 2                           | 3                           | 4                           | 5                           | 6                           | 7                           | 8                           | 9                           | 10                          | 11                          | 12                          | 13                          | 14                          | 15                          | 16                          | 17                          | 18                          | 19                          | 20                          |
| --------------------------- | --------------------------- | --------------------------- | --------------------------- | --------------------------- | --------------------------- | --------------------------- | --------------------------- | --------------------------- | --------------------------- | --------------------------- | --------------------------- | --------------------------- | --------------------------- | --------------------------- | --------------------------- | --------------------------- | --------------------------- | --------------------------- | --------------------------- | --------------------------- |
| Positie:                    | 6                           | 11                          | 15                          | 25                          | 33                          | 18                          | 21                          | 30                          | 37                          | 26                          | 33                          | 40                          | 85                          | 78                          | 66                          | 74                          |                             |                             |                             |                             |

### VlaamseUltratop 200Albums
| Hitnotering: 10-03-2012 t/m | Hitnotering: 10-03-2012 t/m | Hitnotering: 10-03-2012 t/m | Hitnotering: 10-03-2012 t/m | Hitnotering: 10-03-2012 t/m | Hitnotering: 10-03-2012 t/m | Hitnotering: 10-03-2012 t/m | Hitnotering: 10-03-2012 t/m | Hitnotering: 10-03-2012 t/m | Hitnotering: 10-03-2012 t/m | Hitnotering: 10-03-2012 t/m | Hitnotering: 10-03-2012 t/m | Hitnotering: 10-03-2012 t/m | Hitnotering: 10-03-2012 t/m | Hitnotering: 10-03-2012 t/m | Hitnotering: 10-03-2012 t/m | Hitnotering: 10-03-2012 t/m | Hitnotering: 10-03-2012 t/m | Hitnotering: 10-03-2012 t/m | Hitnotering: 10-03-2012 t/m | Hitnotering: 10-03-2012 t/m |
| Week:                       | 1                           | 2                           | 3                           | 4                           | 5                           | 6                           | 7                           | 8                           | 9                           | 10                          | 11                          | 12                          | 13                          | 14                          | 15                          | 16                          | 17                          | 18                          | 19                          | 20                          |
| --------------------------- | --------------------------- | --------------------------- | --------------------------- | --------------------------- | --------------------------- | --------------------------- | --------------------------- | --------------------------- | --------------------------- | --------------------------- | --------------------------- | --------------------------- | --------------------------- | --------------------------- | --------------------------- | --------------------------- | --------------------------- | --------------------------- | --------------------------- | --------------------------- |
| Positie:                    | 23                          | 10                          | 11                          | 18                          | 25                          | 33                          | 27                          | 31                          | 52                          | 39                          | 38                          | 62                          | 78                          | 75                          | 70                          | 102                         |                             |                             |                             |                             |